# Михаил Вурца
Михаил Вурца, также Михаил Вурц (греч. Μιχαήλ Βούρτζης, около 930/935 — после 996) — византийский военачальник, стратиг армянского или арабского происхождения, родоначальник военной династии. Патрикий и, вероятно, первый дука Антиохии. Сражался против Фатимидского халифата. В начале восстания Варды Склира сражался против повстанцев, позже перешёл на их сторону.

## Биография

### Военная карьера при императорах Никифоре II Фоке и Иоанне I Цимисхии
Михаил Вурца был первым влиятельным представителем своей династии, которая происходила из региона верхнего Евфрата. Впоследствии Вурцы стали одним из основных кланов византийской военной аристократии XI века. По предположению историков, слово «Вурца» является производным либо от арабского «бурдж», означающего «башня», либо от топонима Буртцо (он же Сотериополис) близ Трапезунда. Отсюда выходят и разные версии об этническом происхождении семьи. По мнению французских историков Виталиена Лорана и Жан-Клода Шене, он был арабом, в то время как американский византинист греческого происхождения Питер Харанис и российский армянский историк Николай Адонц настаивают на армянском происхождении семьи. Об этом же в издании для АН АрмССР заявлял А. П. Каждан, но в то же время в «Оксфордском словаре Византии» под его редакцией о возможном происхождении семьи не говорится.
Дата рождения Михаила неизвестна, но судя по его возрасту в ходе дальнейших событий, он родился между 930 и 935 годами. Впервые он упоминается в источниках в конце 968 года, когда император Никифор II Фока (правил в 963—969 годах) назначил его патрикием и стратигом фемы Маврон Орос (дословно — «Чёрная гора») в Анатолии, расположенной на южных окраинах хребта Нур. Со столицей в недавно построенной крепости Паргас, Вурца во главе тысячи воинов контролировал северные подходы к находящейся под арабским владычеством Антиохии. Действуя вопреки приказу Никифора не захватывать город в его отсутствие, Михаил подкупил начальника Калласских ворот Аулакса и ночью 28 октября 969 года с 300 воинами, взобравшись по лестницам, захватил надвратные башни ворот. В течение трёх дней он держал оборону, отражая контратаки превосходящих сил противника, пока не прибыло подкрепление во главе со стратопедархом Петром, которое захватило город. Несмотря на то, что этот успех был бы невозможен без Вурца, награда была явно не велика: рассердившись на него за неподчинение приказам или, согласно другой версии, за поджог и разрушение большей части города, император Никифор сместил Михаила с должности и назначил на это место его родственника, Евстафия Малеина, как первого наместника Антиохии.
Возмущенный таким обращением, Вурца присоединился к заговору с участием ряда других крупных полководцев, недовольных Никифором, главным из которых был Иоанн Цимисхий. В ночь с 10 на 11 декабря 969 года группе заговорщиков, в том числе Цимисхию и Вурцы, удалось проникнуть в императорский дворец Вуколеон по морю. Там они убили императора, а Иоанн был провозглашен его преемником. Несмотря на выдающуюся роль Михаила в убийстве императора, в источниках времён правления Иоанна I Цимисхия (правил в 969—976 годах) он практически не упоминается. Только Яхья Антиохийский сообщает, что летом 971 года с отрядом в 12 тысяч человек он руководил ремонтом стен Антиохии после землетрясения и там же казнил одного из убийц антиохийского патриарха Христофора. Неизвестно, был ли Вурца назначен командующим или действовал как наместник. Известно лишь, по утверждению Иоанна Скилицы, что в год смерти Цимисхия Михаил командовал элитной тагмой на должности стратилата в армии Варды Склира.

### Военная и государственная служба при Василии II

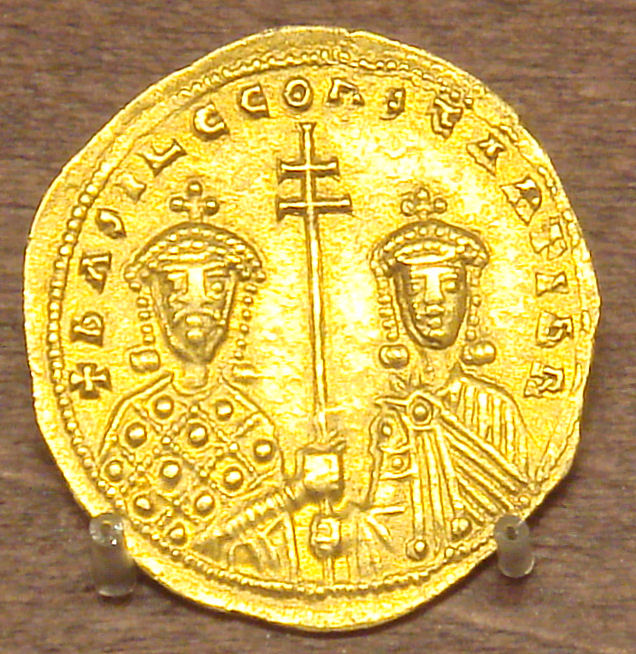
Василий II вместе со своим братом и соправителем Константином

После смерти Цимисхия власть над Византией вернулась к законным императорам, молодым братьям Василию II (правил в 976—1025 годах) и Константину VIII (соправитель до 1025 года, единолично в 1025—1028 годах). Но ввиду их молодости и неопытности правление по-прежнему осуществлялось могущественным паракимоменом Василием Лакапиным. Практически сразу же он предпринял шаги, чтобы предотвратить возможные действия анатолийских магнатов по установлению своей власти и «опекунства» над двумя молодыми императорами, как это сделали Фока и Цимисхий. Последовала глобальная перестановка на наиболее важных государственных и военных постах на востоке империи, которую более поздние историки, такие как Скилица, истолковали как шаг, направленный на ослабление позиций могущественных стратигов. С этого момента Вурца был назначен командующим войсками на севере Сирии с резиденцией в Антиохии. Он, вероятно, был первым, кто получил титул дуки Антиохии. По словам Скилицы, этот шаг был предпринят паракимоменом, чтобы разрушить тесную связь анатолийских стратегов и Михаила, который, как один из старших военачальников империи и де-факто второе лицо в государстве в годы правления Цимисхия, мог стать вероятным узурпатором престола. Почти сразу после своего назначения Вурца предпринял глубокий рейд по фатимидской части Сирии, достиг Триполи[уточнить] и вернулся с большой добычей.
Однако весной случилось непредвиденное: Варда Склир, назначенный дукой Месопотамии, поднял восстание и провозгласил себя императором со столицей в Милетене. Люди императора приказали Вурцы повести свои войска на север, присоединиться к армии Евстафия Малеина, наместника Киликии, и не дать мятежнику пересечь горы Антитавр. Оставив своего сына управлять Антиохией, Вурца подчинился приказу и двинулся на север. В последовавшей битве у крепости Лапара в феме Ликанд (осень 976 года) объединённые силы лоялистов были разбиты, и, согласно летописцам, первым из боя вышел именно Вурца. Как многозначительно комментирует Скилица, его поведение во время битвы объяснялось либо трусостью, либо злым умыслом. Несомненно, вскоре после этого Михаил покинул имперский лагерь и присоединился к Склиру. Согласно современнику Михаила Яхье Антиохийскому, Вурца сначала бежал в крепость в феме Анатолик, но Склир последовал за ним и уговорил перейти на его сторону. Благодаря побегу Вурцы, Склир взял Антиохию под свой контроль. Вурца приказал своему сыну покинуть город и присоединиться к мятежу, а город остался в руках араба Кулайба, который вскоре был свергнут другим арабом, Убайдаллахом, также присоединившимся к мятежу Склира. Летом 977 года Вурца вместе с Романом Таронитом командовал войсками Склира, который следил за операциями имперской армии, продвигавшейся из Котайона в Иконион. Из Алеппо в столицу в то время шёл караван с данью. Попытка его захвата вовлекла эти две силы в импровизированную битву у Оксилитоса, которая закончилась поражением повстанцев с высокими потерями. После этого Вурца снова перешёл на другую сторону и воссоединился с имперской армией, которую возглавлял Варда Фока.
О карьере Вурца на последующие двенадцать лет ничего не известно. В 989 году, когда против императора восстал уже Варда Фока, Василий вновь доверил должность дуки Антиохии Михаилу, видимо, считая его незаменимым. В ноябре 989 года Вурца отбил город у Льва Фоки, сына Варды, который сам покорился императору всего за несколько месяцев до этого. С этой позиции в течение следующих нескольких лет Вурца стоял во главе войск, оборонявших границы империи в возобновившейся борьбе с Фатимидами за контроль над эмиратом со столицей в Алеппо, который находился под контролем ослабленной династии Хамданидов.
В 991 году Михаил по приказу императора оказал военную помощь хамданидскому эмиру Алеппо Сад ад-Дауле, что позволило последнему победить черкесского мятежника Бакжура, который при поддержке Фатимидов пытался захватить Алеппо. В начале следующего года армия Фатимидов под командованием Манджутакина двинулась на Алеппо. Военачальник арабов отправил посыльного к Вурцы, заявив, что он воюет лишь с Хамданидами и не собирается трогать византийцев, если последние дадут ему дорогу. Вурца не стал слушать посланника и арестовал его. После поражения Хамданидов в битве при Апамее, Манджутакин осадил Алеппо и держал осаду в течение 33 дней, после чего оставил часть своих войск под городом, а остальных отправил сражаться с Вурцей, который во главе армии уже выдвинулся на помощь городу. В последовавшей битве при Сидерофигоне (который арабы называют Джиср аль-Хадис) в нескольких километрах от города Вурца и его люди потерпели поражение. Манджутакин развил свой успех, захватив крепость Имм, гарнизоном которой командовал племянник Михаила, и взял его и 300 солдат в плен. Затем он предпринял грабительский набег по территории Византии вплоть до Германикии. После этого военачальник Фатимидов вернулся в Алеппо, но так и не смог взять его и ушёл позже в том же году. Примерно в то же время мусульманское население Лаодикеи, морского порта Антиохии, подняло восстание, но Вурца сумел подавить его и депортировал население во внутренние районы Византии в Малой Азии.
В конце лета 993 года Манджутакин предпринял ещё одну экспедицию, захватив Апамею и Лариссу (или Шайзар по-арабски) и продолжив свои набеги на византийскую фему Антиохия, прежде чем благополучно вернуться в Дамаск. Весной 994 года Манджутакин снова двинулся против Хамданидов. Отвечая на их призывы о помощи, Василий II приказал Вурцы отправиться с армией на помощь и послал магистра Льва Мелиссина с подкреплением в Сирию. Однако 15 сентября 994 года византийская армия была разгромлена после неожиданной атаки на Оронте. Манджутакин захватил город Аазаз и успешно продолжал осаду Алеппо до личного вмешательства Василия II, который отбросил его из Сирии в молниеносной кампании в следующем году. Эти неудачи, а также обвинения в том, что он усугубил конфликт, заключив в тюрьму посла Фатимидов в 992 году, вызвали недовольство Василия и в конце концов привели к замене Вурца военачальником Дамианом Далассином.
После этого события след Михаила Вурца в источниках теряется. Предположительно он умер осенью 995 года. Также известно, что у него было по крайней мере три сына: Михаил, Феогност и Самуил, известные тем, что они устроили заговор против Константина VIII после того, как он ослепил сына Михаила-младшего по имени Константин в 1025—1026 годах.